# 广河县
广河县是中华人民共和国甘肃省临夏回族自治州下属的一个县，位于甘肃中部。
1919年由导河县析设宁定县；1953年设广通回族自治区，1955年改广通回族自治县；1956年改广通县，以洮河支流广通河得名；1957年改为广河县。

## 行政区划
广河县下辖6个镇、2个乡、1个民族乡：
城关镇、三甲集镇、祁家集镇、庄窠集镇、买家巷镇、齐家镇、水泉乡、官坊乡和阿力麻土东乡族乡。